# Губкінський район
Гу́бкінський райо́н (рос. Губкинский район) — адміністративна одиниця Росії, Бєлгородська область. До складу району входять 5 селищ, 56 сіл та 38 хуторів.

## Географія
У селі Морозово має витоки річка Сім Колкуданська, ліва притока Сейму.
Розташований на півночі Бєлгородської області.
Межує:
- На півночі — із Мантуровським районом Курської області;
- На заході — із Прохоровським районом;
- На півдні — із Корочанським районом;
- На південному сході — із Чорнянським районом;
- На сході — із Старооскольським районом.

## Історія
На момент утворення області (1954 рік) на території сучасного Губкінського району існувало два райони - Боброводворський і Скородненський. В 1959 році адміністративний центр Боброводворського району з села Боброві Двори було перенесено до міста Губкін Старооскольського району, і Боброводворський район було перетворено на Губкінський, в 1963 році район було скасовано, а 12 січня 1965 відновлено.

## Адміністративний поділ
1. Міські поселення:
- Губкін
- Троїцький

2. Сільські поселення:
- Архангельське,
- Боброводворське
- Богословське
- Віслодубравське
- Істобнянське
- Коньшинське
- Никаноровське
- Скороднянське
- Чуєвське